# Motorola 68012

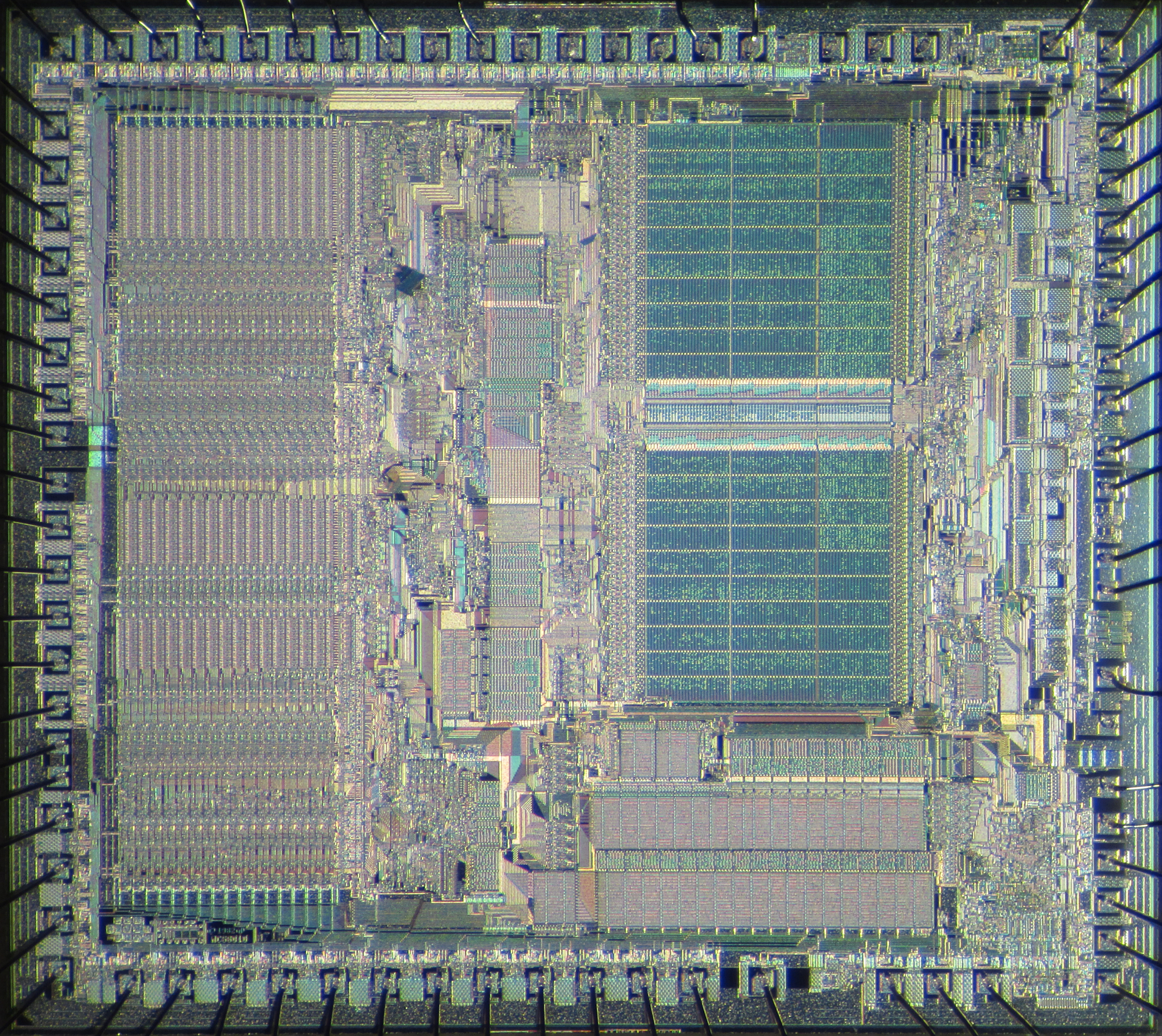
Motorola MC68012

O Motorola MC68012 foi um microprocessador de 16/32 bits fabricado pela Motorola no início da década de 1980. É uma versão PGA de 84 pinos do MC68010. O espaço de endereçamento foi estendido para 2 GiB e acrescentaram um pino RMC. Todas as outras características do MC68010 foram preservadas.
O MC68012 foi usado como UCP na linha de computadores Alliant FX/8. Um FX/8 podia ter até 12 UCPs MC68012.